# レイクヒルズ美方病院
レイクヒルズ美方病院（―みかたびょういん/Lakehills Mikata Hospital）は、福井県三方上中郡若狭町に所在する公立小浜病院組合の病院である。かつて国立福井療養所という名称だったことから、地元では「療養所」という略称に馴染みがある。

## 設立の経緯
2003年（平成15年）7月1日、厚生労働省の国立病院再編成計画により、敦賀市の旧国立療養所敦賀病院と若狭町の旧国立療養所福井病院（現レイクヒルズ美方病院）が統合して、敦賀病院の施設を継承し、国立福井病院（現在の国立病院機構敦賀医療センター）として発足した。
その時、旧福井病院が立地していた美浜・三方両町から地域医療の低下に対する懸念の声が上がり、レイクヒルズ美方病院は旧福井病院の施設などを継承する形で同日発足した。美浜町と当時の三方町が公立小浜病院組合に加入し、小浜市にある杉田玄白記念公立小浜病院の分院という形になっている。
発足後も同じ施設で診療を続けながら外来・第1病棟（一般病棟）の建設を進め、2005年（平成17年）4月に落成した。第2病棟（療養病棟）は旧療養所と同じ建物だが、第1病棟と同様の内装に改装されている。旧外来棟は管理棟になっている。
病院の名前は地元住民からの公募で決められた。「レイクヒルズ」は病院が三方五湖（久々子湖）近くの丘にあることに由来している。

## 沿革
- 1939年（昭和14年）10月 - 傷痍軍人福井療養所として発足。
- 1945年（昭和20年）12月 - 国立福井療養所に改称。
- 1979年（昭和54年）4月 - 国立療養所福井病院に改称。
- 2003年（平成15年）
  - 6月26日 - 厚生労働省、公立小浜病院組合間で譲渡契約を締結する。
  - 7月1日 - レイクヒルズ美方病院が開院する。
- 2004年（平成16年）
  - 3月 - 医師・看護師宿舎が完成する。
  - 6月 - 第2病棟（療養病棟）が完成する。
  - 7月 - 一般病床50床、療養病床50床に変更。
- 2005年（平成17年）
  - 4月 - 外来・第1病棟が完成する。
  - 6月 - 管理棟改修工事が終了する。
- 2013年（平成25年）8月 - 一般病床42床[2]、療養病床58床[2]に変更。
- 2015年（平成27年）
  - 4月 - 指定介護予防通所リハビリテーション事業所を開設。
  - 7月 - 指定通所リハビリテーション事業所開設、指定訪問リハビリテーション事業所開設、指定介護予防訪問リハビリテーション事業所を開設。
  - 10月 - 指定居宅介護支援事業所を開設。

（出典：）

## 施設概要
- 所轄保健所：福井県嶺南振興局二州保健所
- 外来規模：1日平均67.2人（平成29年度）[2]
- 敷地面積：56,385 m2[2]
- 建築延床面積：15,213 m2[2]

## 診療科
- 内科
- 小児科
- 整形外科

- 泌尿器科
- 婦人科
- 眼科

- 耳鼻咽喉科
- リハビリテーション科
- 皮膚科

（出典：［※休診中の診療科目（2023年8月現在）：婦人科、皮膚科］）

## 近隣の医療機関
- 国立病院機構敦賀医療センター（敦賀市）
- 市立敦賀病院（敦賀市）
- 杉田玄白記念公立小浜病院（小浜市）
- 福井県立病院（福井市）
- 福井大学医学部付属病院（永平寺町）
- 国立病院機構あわら病院（あわら市）
- 国立病院機構舞鶴医療センター（京都府舞鶴市）

## 周辺
- 福井県立嶺南東養護学校
- 福井県立美方高等学校
- JR小浜線気山駅
- 三方五湖

## アクセス
電車
- JR小浜線気山駅から徒歩5分[5]。

バス
- 美浜町コミュニティバス
  - 「レイクヒルズ」停留所下車。バスはJR小浜線美浜駅方面より運行。
- 若狭町営バス
  - 「レイクヒルズ」停留所下車。バスはJR小浜線三方駅方面より運行。
- チョイソコみはま（会員登録制デマンドバス）[注 1]
  - 「レイクヒルズ」停留所下車[6]。

自動車
- 舞鶴若狭自動車道若狭三方ICから3分[5]。

タクシー
- JR敦賀駅から25分[5]。